# Zhang Jie
Zhang Jie (chiń. 张杰; ur. 26 sierpnia 1987 w Changle) – chiński sztangista, dwukrotny medalista mistrzostw świata.

## Kariera
Pierwszy sukces osiągnął w 2010 roku, kiedy na mistrzostwach świata w Antalyi zdobył srebrny medal w wadze piórkowej (do 62 kg). W zawodach tych rozdzielił na podium Kim Un-guka z Korei Północnej oraz Turka Erola Bilgina. Podczas rozgrywanych rok później mistrzostw świata w Paryżu w tej samej kategorii zdobył złoty medal. Pokonał tam Kim Un-guka i Eko Yuli Irawana z Indonezji. W 2012 roku wystąpił na igrzyskach olimpijskich w Londynie, gdzie zajął czwarte miejsce. Walkę o medal przegrał tam z Irawanem o 3 kg. Ponadto Zhang zdobył złoty medal na igrzyskach azjatyckich w Kantonie w 2010 roku.

## Wyniki
| Rok  | Zawody             | Miasto  | Miejsce | Kategoria | Wynik  |
| ---- | ------------------ | ------- | ------- | --------- | ------ |
| 2010 | Mistrzostwa świata | Antalya | 2       | do 62 kg  | 315 kg |
| 2011 | Mistrzostwa świata | Paryż   | 1       | do 62 kg  | 321 kg |